# Britt Hansson
Britt Margareta Hansson, född 11 februari 1966, är en svensk företagsledare.  
Hansson är koncernchef och vd för OK Ekonomisk förening sedan 1 november 2014 när hon efterträdde Göran Lindblå. Dessförinnan arbetade hon som revisor hos skattemyndigheterna i Örebro och Stockholms län och har varit inom Q8/OK-Q8/OK sen 1997 och innehaft chefstitlar som bland annat finansdirektör, bankdirektör, projekt- och inköpschef, hon gjorde dock en avstickare och var finansdirektör för McDonald's nordiska dotterbolag mellan 2009 och 2011.
Hon avlade en examen i nationalekonomi (redovisningsekonom) vid Örebro universitet och samt läste fristående kurser om beskattningsrätt vid Stockholms universitet och ledarskap vid Harvard Business School.
Hansson sitter också som ledamot i styrelserna för bland annat Apotek Produktion och Laboratorier AB (APL), Arbetsgivarföreningen KFO, OK-Q8 AB, Folksam Liv och Kooperativa Förbundet (KF).